# 豊中稲荷神社
豊中稲荷神社（とよなかいなりじんじゃ）は、大阪府豊中市中部にある神社。旧社格は村社。豊中稲荷神社は通称であり、正式社名は稲荷神社。

## 祭神
- 宇迦御魂神（うかのみたまのかみ）
- 天照皇大神（あまてらすすめおおかみ）
- 月読命（つきよみのみこと）

## 歴史
創建年代は不確かながら、行基創建の金寺に近衛氏から寺領数十町歩の寄進があり、この守護神として勧請されたことに始まるとされる。以後三車之荘（新免乃荘）の産土神として栄えたが、永正元年（1504年）、足利義稙により社領を没収され、荒廃した。更に天正6年（1578年）、織田信長が伊丹城の荒木村重攻略に当たり、高山右近に命じて摂津国一円の社寺を焼き払わせたため、当社の宝物も、神璽を除き烏有に帰してしまった。
戦火が収まると、神社は仮殿を経て慶安4年（1651年）に再建されたものの、往時に比べればささやかな小社となった。昭和45年（1970年）、再建320周年記念行事として幣殿・拝殿・社務所を改築し、本殿は旧来のままで覆殿を新築した。この時、社殿は一間社流造（いっけんしゃながれづくり）で造られた。ここは新免宮山古墳群に含まれる稲荷山古墳があった場所で、須恵器棺が出土した。
豊中稲荷神社由緒書きに、農業が中心の時代に、祈雨祭が旱天毎に行われ、氏子が催した飛上り太鼓のことが書かれている。現在、この祭りは行われていない。

## 主な祭礼
- 春祭 - 4月17日挙行。
- 夏祭 - 7月17日挙行。
- 秋祭（例大祭） - 10月17日挙行。
- 大祓 - 12月31日挙行。

当社は丘陵地に位置するため、周囲は古くから水利に難があった。このためかつては雨乞いの祈雨祭がしばしば催されたという。領主だった保科氏からも牡丹餅の奉納があり、また氏子が奉納する飛上り太鼓が知られていたものの、祈雨祭は周囲の宅地化につれて行われなくなった。例大祭の秋祭では、鳥居前の道路を秋祭の太鼓が巡幸するほか、だんじり、子どもや女性の神輿も登場する。

## 境内
周囲はかつて農村だったが今や完全に住宅地と化し、境内は隣接する公園と共に貴重な緑の空間となっている。境内には、学校法人豊中稲荷学園が運営する宮山幼稚園がある。また、豊中町三大大字普通水利組合の共有池を公園化した記念碑がある。

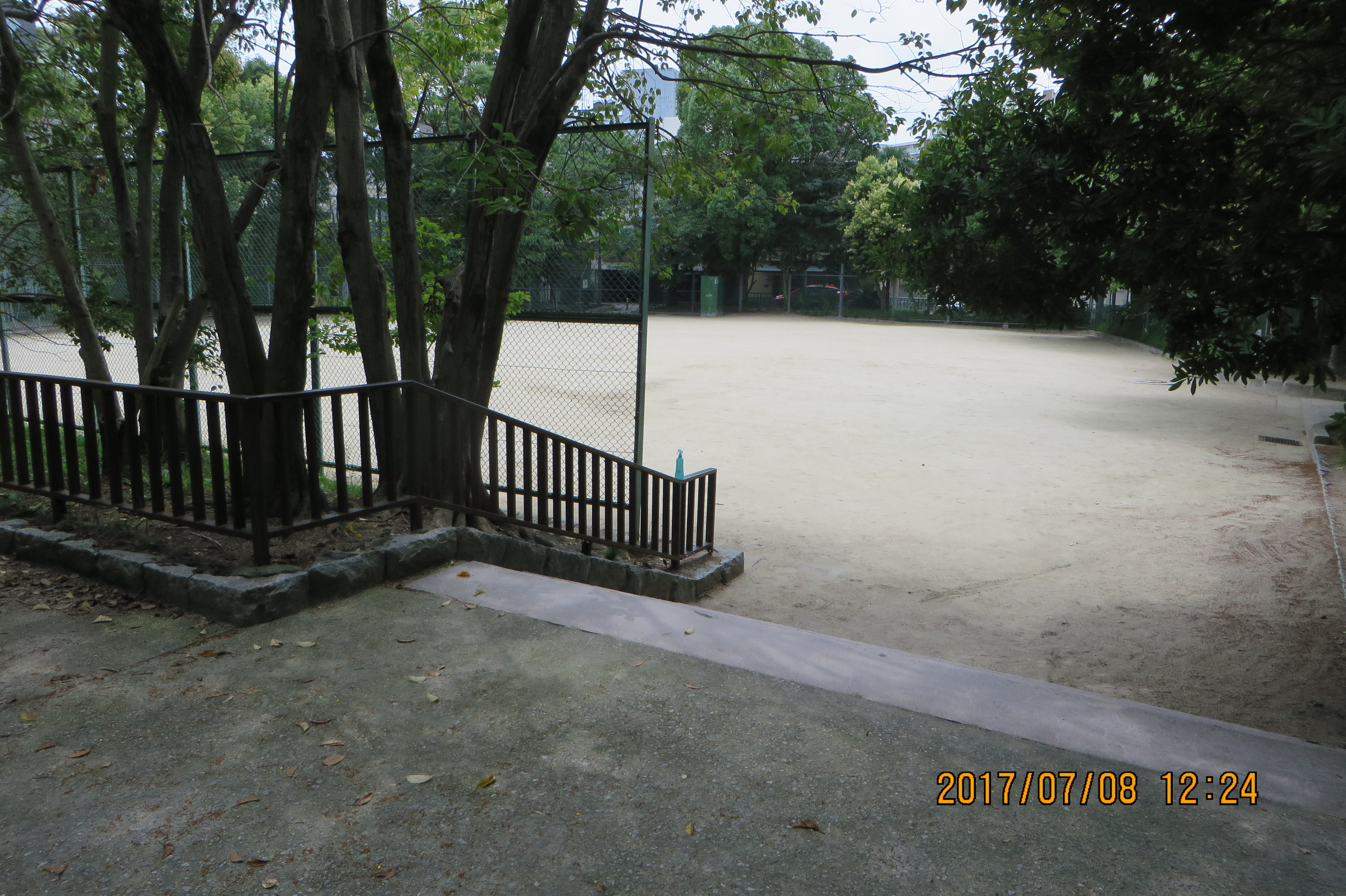
溜池のあと地の公園
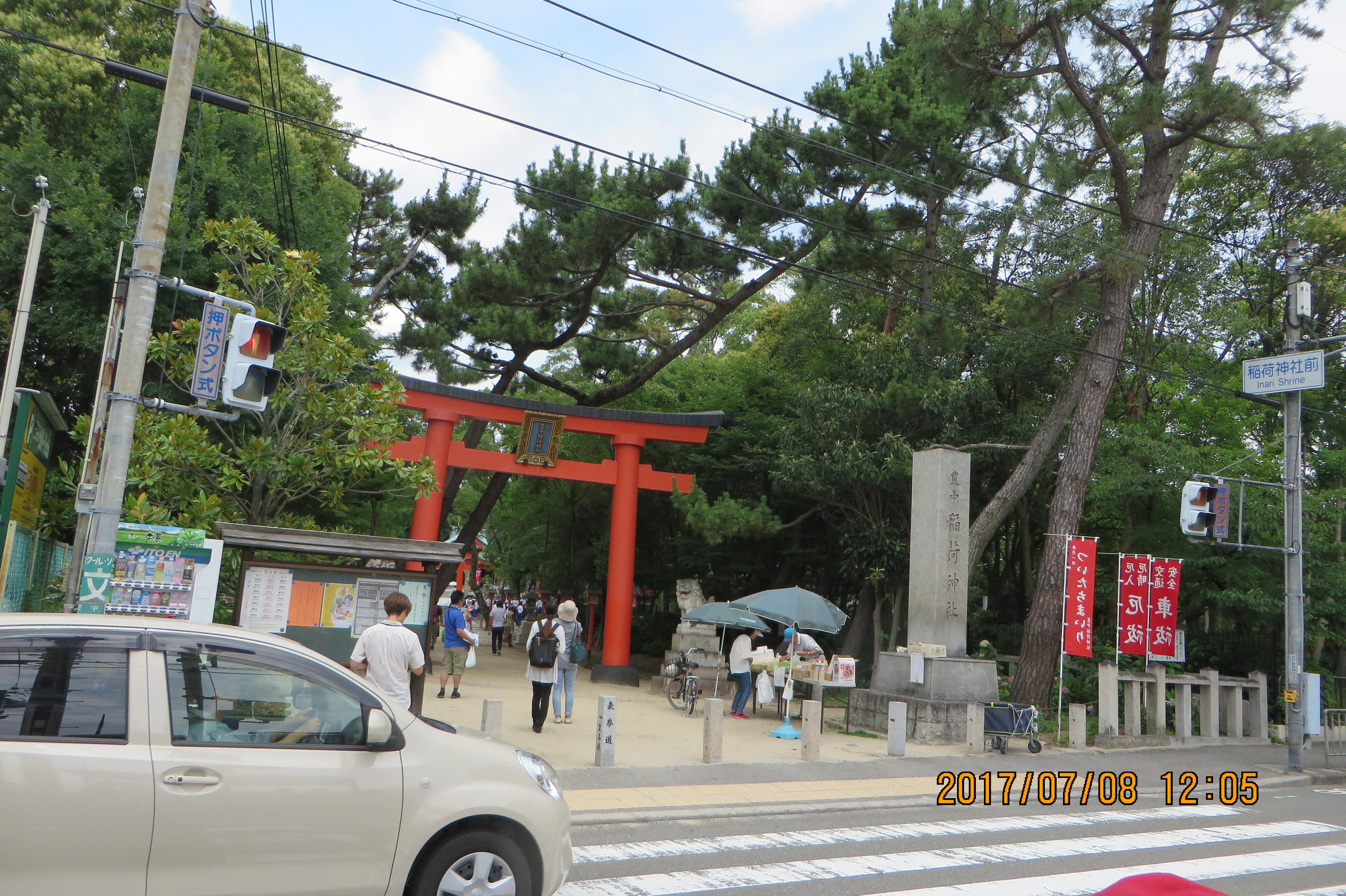
豊中稲荷神社の表参道の鳥居
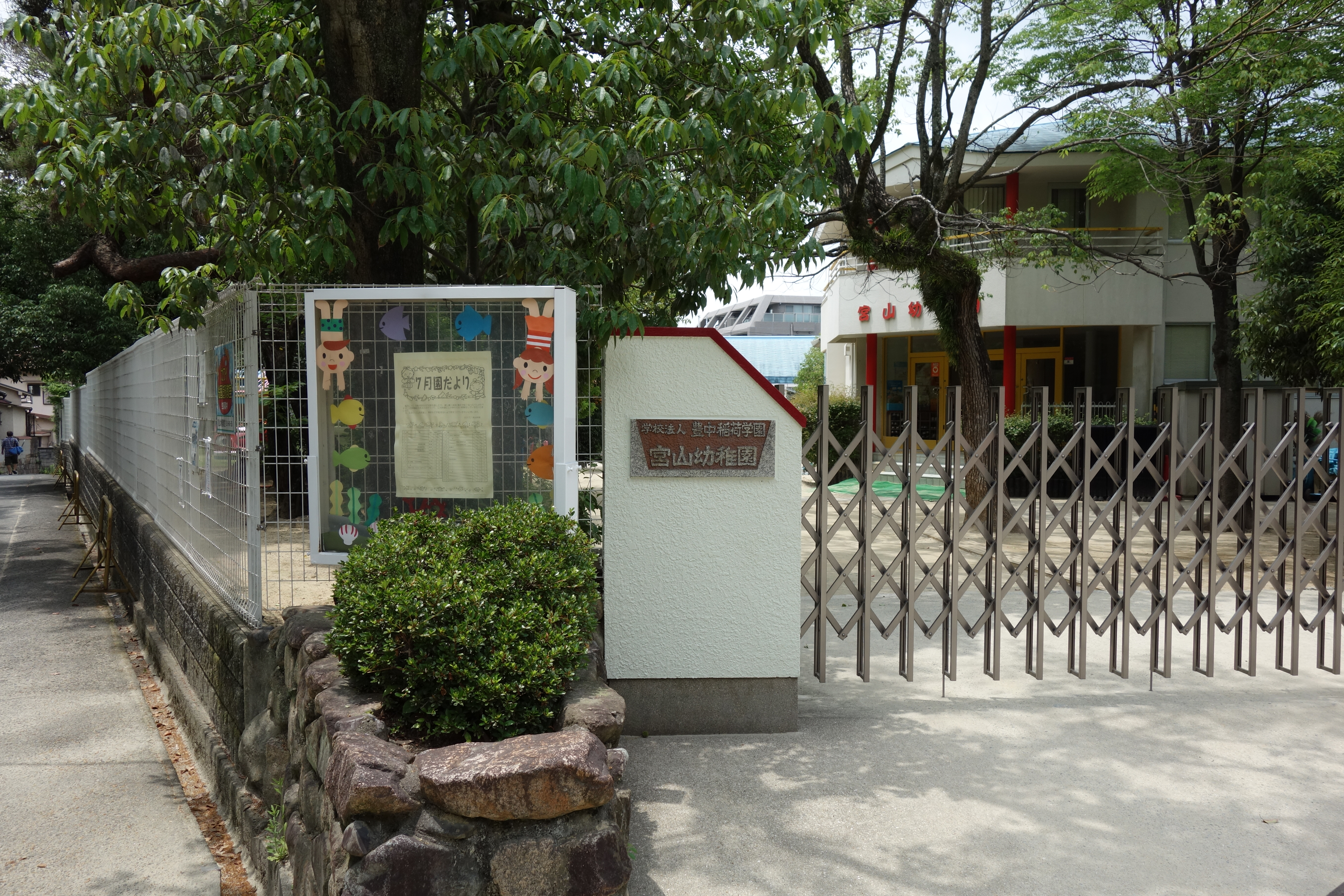
宮山幼稚園正面
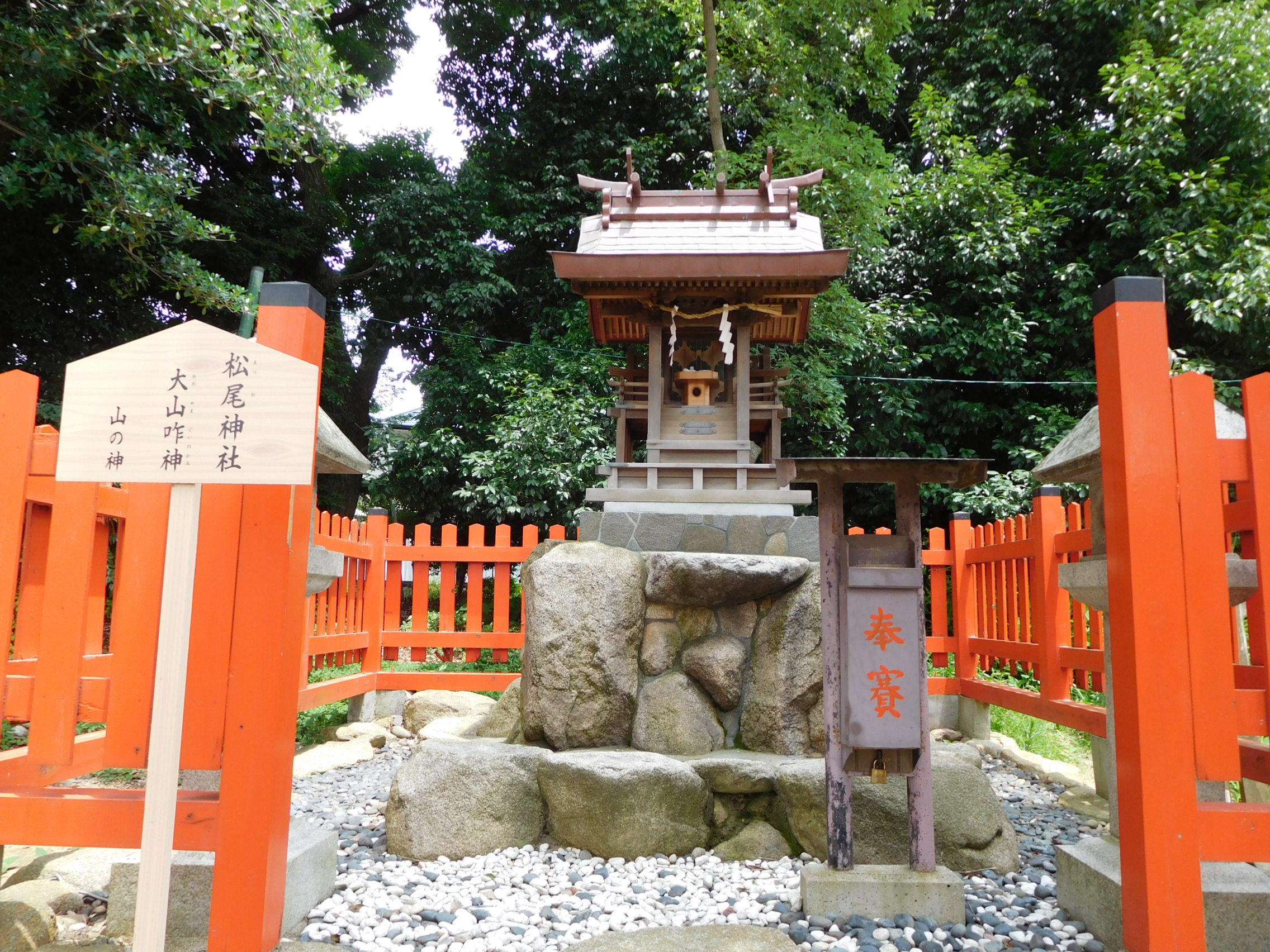
豊中稲荷神社境内にある松尾神社
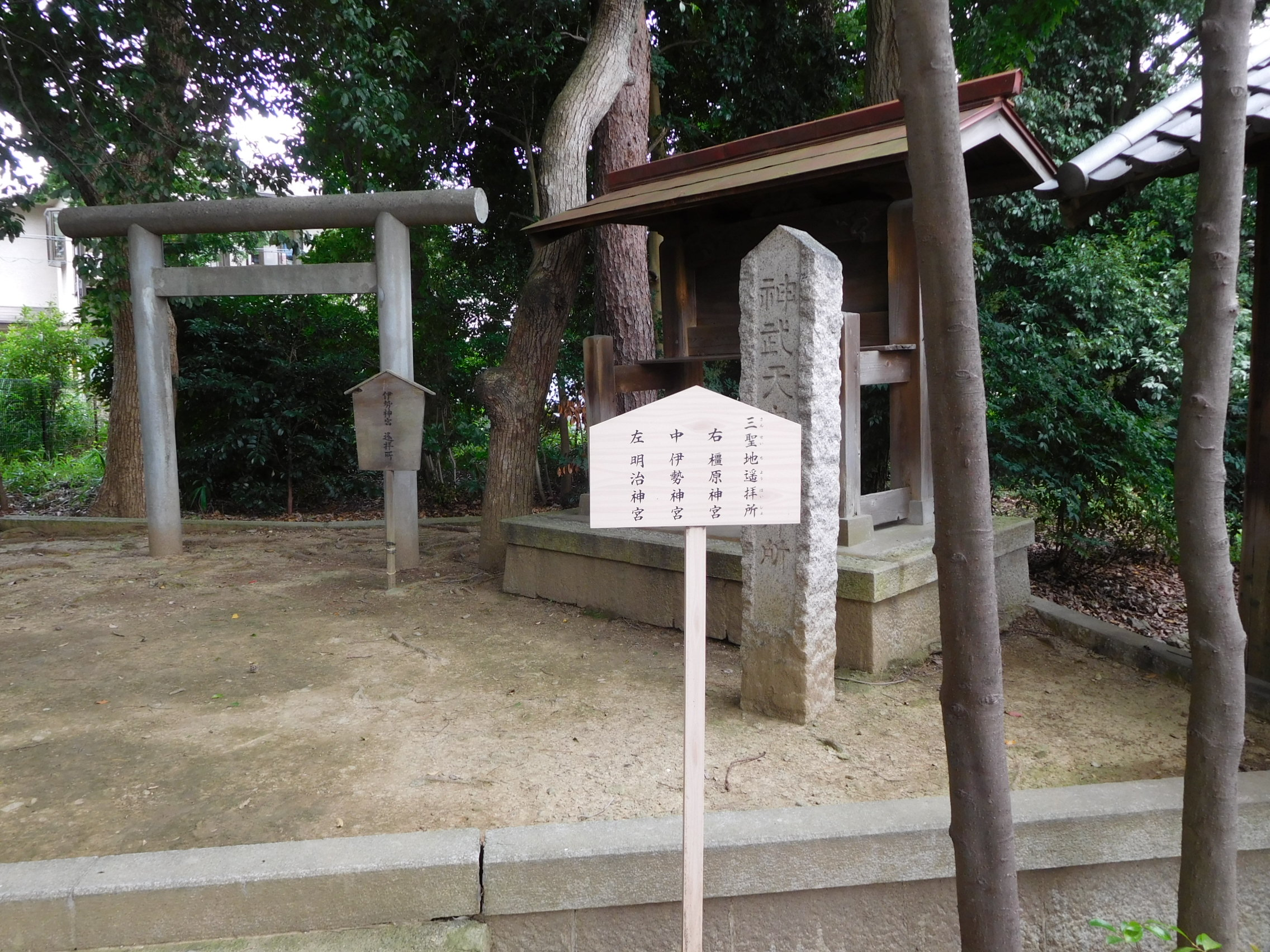
豊中稲荷神社境内にある三聖地遥拝所
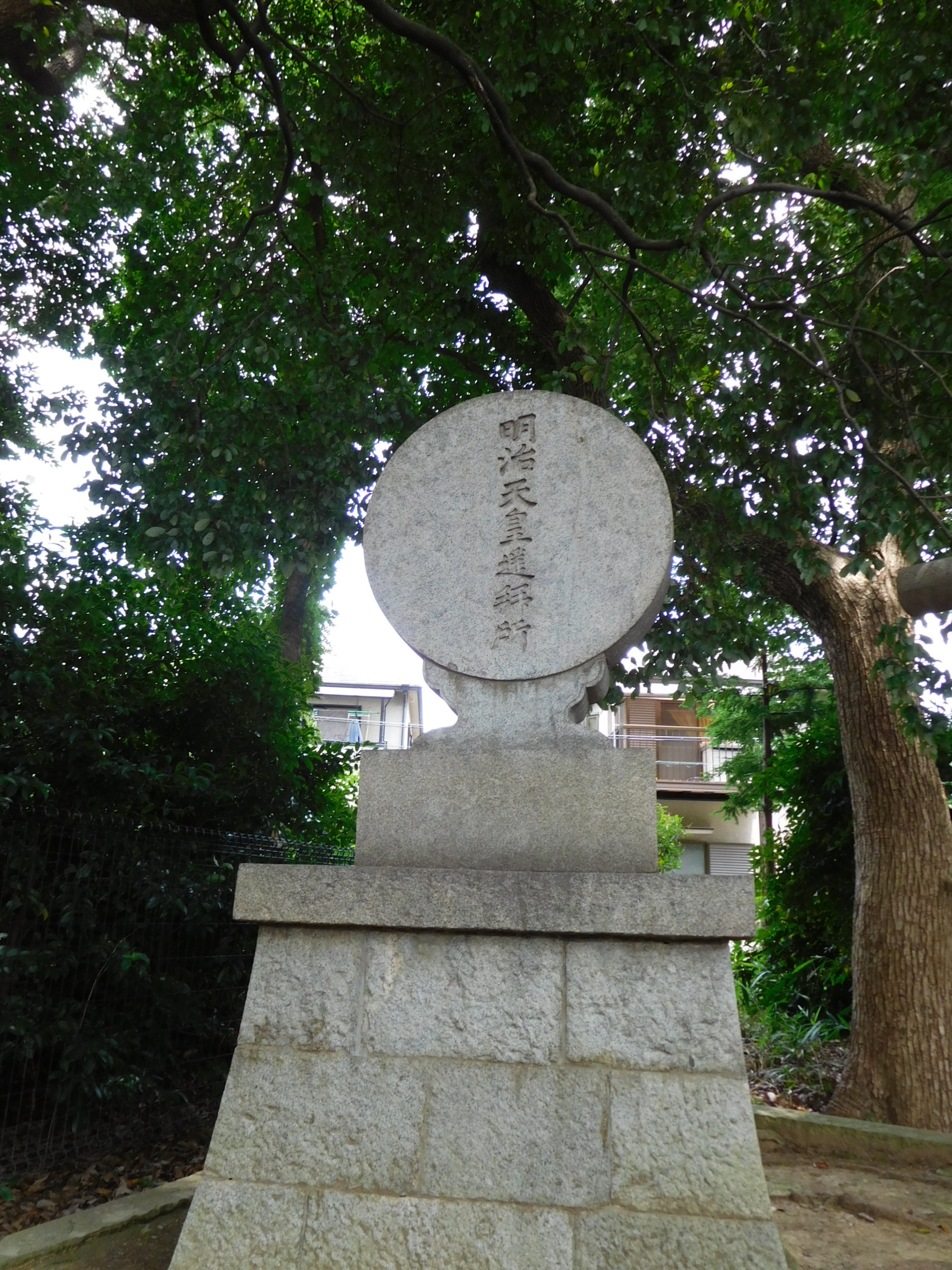
豊中稲荷神社境内にある明治神宮遥拝所
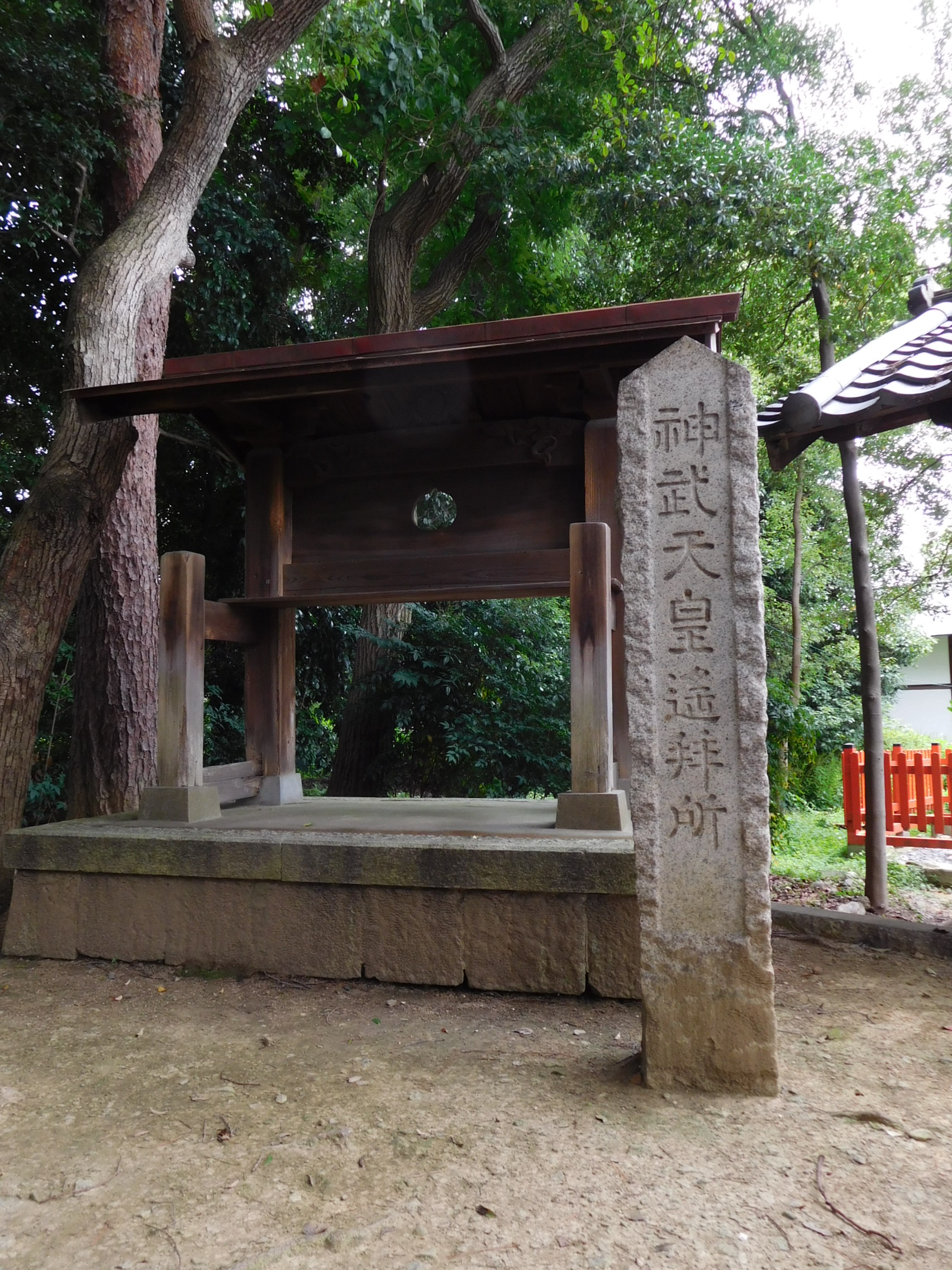
豊中稲荷神社境内にある橿原神宮遥拝所

## 現地情報
所在地
- 大阪府豊中市本町7丁目3-7

交通アクセス
- 最寄駅：阪急宝塚線豊中駅下車後、徒歩約4分（北東へ300m）